# Рубен II
Рубен II (арм. Ռուբեն Բ) (род. 1165 — ум. 1170) — армянский князь из династии Рубенидов, шестой по счету правитель Киликийского армянского царства. Сын Тороса II

## Биография
Рубен был сыном армянского правителя Тороса II и его второй жены. По праву наследования, он, после смерти своего отца должен был сесть на трон Киликии. Однако, когда в 1169 году умер его отец Торос II, Рубен ещё не достиг совершеннолетия. Ввиду чего, в Киликии развернулась борьба за власть. Регентом молодого наследника стал его дедушка по материнской линии — Томас (по другой версии Фома). Однако это не понравилось, брату покойного правителя — Млеху, который узурпировав права законного наследника, заставил признать себя наследником своего брата. Потеряв трон, Томас увел Рубена II в Антиохию, где тот скончался через несколько лет (По другой версии Рубен был убит в Ромкле).